# Комоэ (река)
Ко́моэ (Диану, фр. Comoé, Komoé) — река в Западной Африке, впадает в Гвинейский залив, протекает по территории Буркина-Фасо и Кот-д’Ивуара. Среднегодовой расход воды в низовье составляет 430 м³/с. Судоходна в нижнем течении.

## География и гидрология
Река Комоэ берёт начало на территории Буркино-Фасо и течёт через территорию названного её именем Национального парка Комоэ на северо-востоке Кот-д’Ивуара. Длина реки — 900 км, её водосборный бассейн — 74 000 км². Направление течения реки с севера на юг; в районе устья она сообщается с лагуной Эбрие, впадает в Гвинейский залив у города Гран-Басам.
Во внутренних регионах Кот-д’Ивуара и в Буркина-Фасо Комоэ является единственной рекой (за исключением Ирингу), не пересыхающей в засушливый период года. Иногда река здесь в это время прекращает своё движение, превращаясь в сеть стариц.

### Притоки
Основные притоки:
- левые: Манзан, Аума, Ба, Диоре, Конго, Ирингу, Боин, Баве, Синло;
- правые: Косан, Далун, Ифу, Сегбоно, Сьин, Гбене, Колонкоко, Лераба.[источник не указан 884 дня]